# Ancharius griseus
Ancharius griseus är en fiskart som beskrevs av Ng och Sparks 2005. Ancharius griseus ingår i släktet Ancharius och familjen Anchariidae. Inga underarter finns listade i Catalogue of Life.